# Złote szkła
Złote szkła (wł. fondi d'oro, vetri dorati, vetri d'oro; niem.  Zwischengoldglass; ang. gold glasses, sandwich gold glasses) – rzymskie naczynia szklane z czasów antycznych, ozdobione miniaturowymi obrazami (często portretami) malowanymi na złotej folii lub tylko w niej grawerowanymi i zatopionymi pomiędzy warstwami szkła. Większość naczyń tego typu zachowała się do dziś jedynie częściowo, w formie denek. Wyłamane z naczyń denka z miniaturowymi obrazkami w IV-V wieku osadzano w zaprawie pokrywającej ściany grobowców w rzymskich katakumbach.
Technikę wykonywania złoceń między warstwami szkła zaliczyć można do technik pozłotniczych. Dzieła sztuki i rzemiosła wykonane z jej pomocą zachowały się w doskonałym stanie, mimo że płatki złota są bardzo cienkie, a warstwa malarska delikatna. Kruche szkło było dobrym zabezpieczeniem dla miniaturowych obrazów.
Najstarsze naczynia szklane wykonane techniką złoceń zatopionych w szkle pochodzą z hellenistycznej Grecji z III wieku p.n.e. Najwięcej zachowanych do dzisiaj obiektów pochodzi z okresu cesarstwa w III i IV w. n.e. Nieliczne odnaleziono poza Rzymem (w Kolonii, Bazylei, na Węgrzech, w Chorwacji).

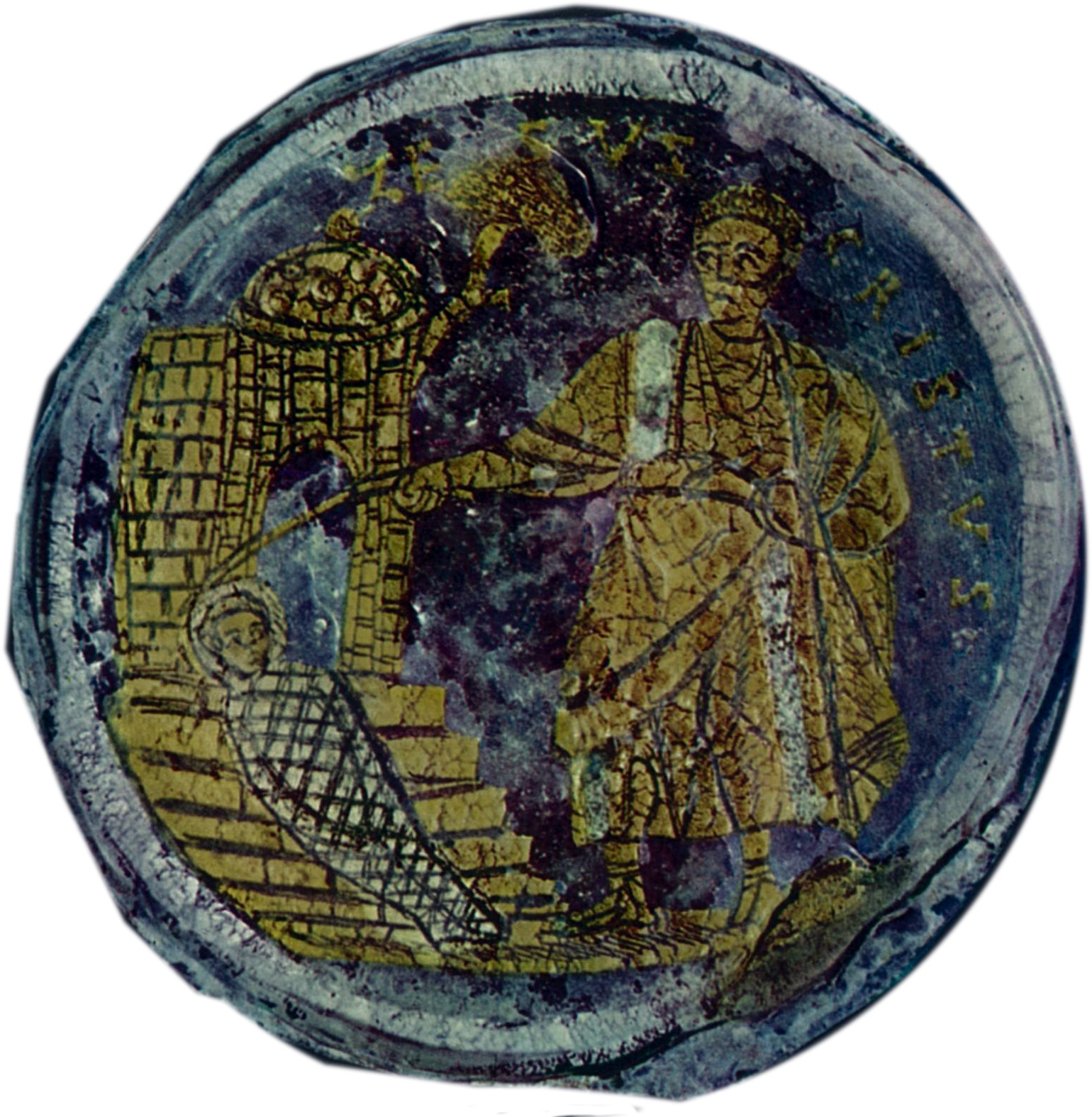
Uzdrowienie Łazarza, złote szkło, IV wiek, Rzym, Museo Pio Cristiano

## Początki techniki złocenia i malowania między warstwami szkła
Pierwsze naczynia szklane wykonane w tej technice pochodzą z czasów hellenistycznych.
Do najstarszych należy szklany puchar z kolekcji British Museum, wykonany w okresie 270-200 p.n.e., ozdobiony liściastymi ornamentami wyciętymi w złotej folii, która została przyklejona do szkła gumą arabską. Po połączeniu w technice fusingu dwóch pasujących do siebie naczyń, złota folia znalazła się między warstwami szkła. Inny przykład stanowi znajdujący się w Metropolitan Museum of Art fragment naczynia skyphos z II wieku p.n.e., gdzie między warstwami szkła, obok wyciętych w złotej folii ornamentów, pojawia się niebieska podmalówka.
Podobnie wyglądają szkła wykonane na Bliskim Wschodzie, zaliczane do wczesnych szkieł islamskich, a pochodzące z okresu partyjskiego lub sasanidzkiego, z II-IV wieku n.e.

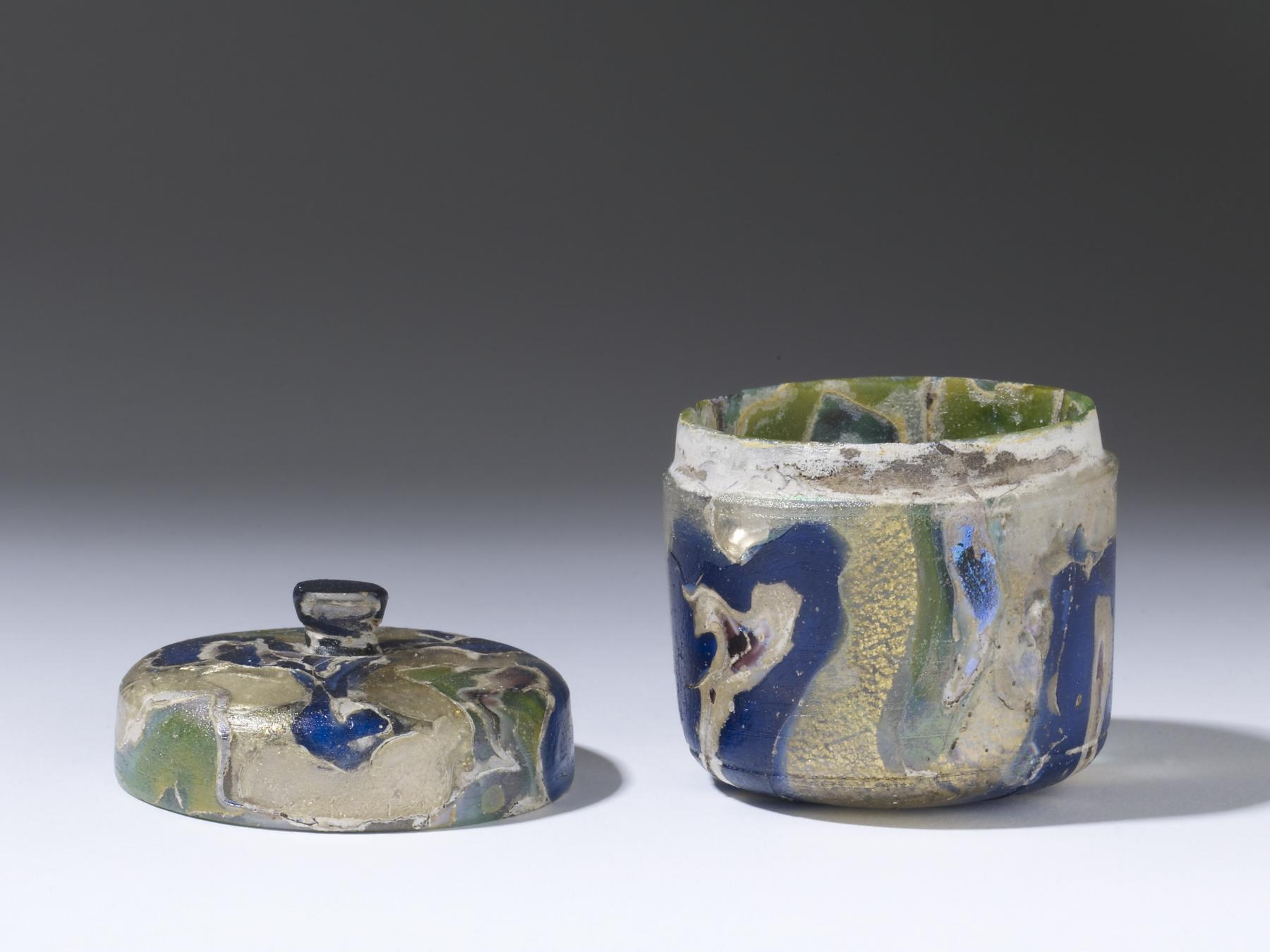
Pyksis, rzymskie szkło, I wiek, Walters Art Museum, nr 4776

Od I wieku n.e. złocenia między warstwami szkła stosowano w zdobieniu małych naczyń do przechowywania pachnideł oraz w produkcji ozdobnych koralików. Wykonywano je z dwóch warstw kolorowego (w efekcie onyksowego czy mozaikowego) szkła, pomiędzy którymi zatapiano wycięte ze złotej folii taśmy, układające się we wzory imitujące kolorowe kamienie ozdobne (tego rodzaju złote szkła określa się anglojęzycznym terminem gold–band glass.
Technika złocenia między warstwami szkła rozpowszechniła się szczególnie w produkcji złotych szklanych tesserów, których od I wieku n.e. używano w technice mozaiki. W następnych stuleciach aż do czasów współczesnych wykonywano je tak samo, spajając na gorąco warstwę złotej folii z tafelkami szkła, między które ją wkładano. Tworzyła się w ten sposób złożona z trzech warstw tzw. „kanapka” (ang. sandwich), którą później krojono, uzyskując małe kostki tesserów. Złote tła mozaikowe w wielu rzymskich i bizantyjskich kościołach wykonywano, stosując pozłocone w ten sposób kawałki szkła.

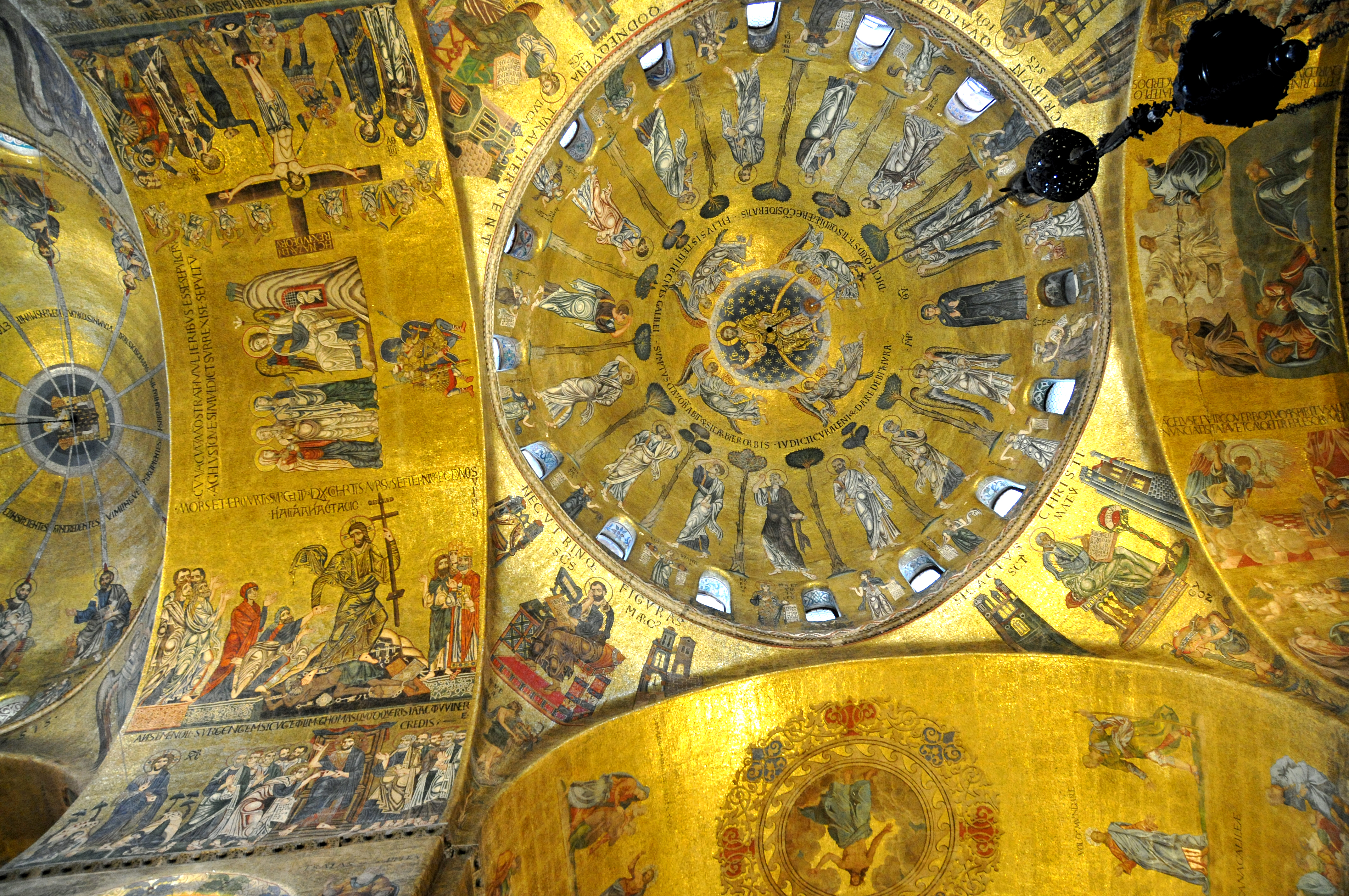
Wenecja, mozaika na sklepieniu Bazyliki św. Marka

## Obrazy malowane i złocone pomiędzy warstwami szkła
W okresie cesarstwa rzymskiego przy pomocy tego sposobu złocenia szkła zaczęto zdobić przedstawieniami figuralnymi (w tym portretami). Ozdobione malowanymi portretami złote szkła z III wieku, dziś zaliczane są do najważniejszych zabytków antycznego portretu.
Katherine Lutraan dzieli wykonane w tej technice złote szkła na trzy główne grupy:
- medaliony portretowe – III wiek, średnica 4-11 cm,
- przedstawienia na denkach naczyń szklanych – IV-V wiek, średnica 7-10 cm,
- złote medaliony o średnicy 2-3 cm, wtopione w ścianki naczyń[8].

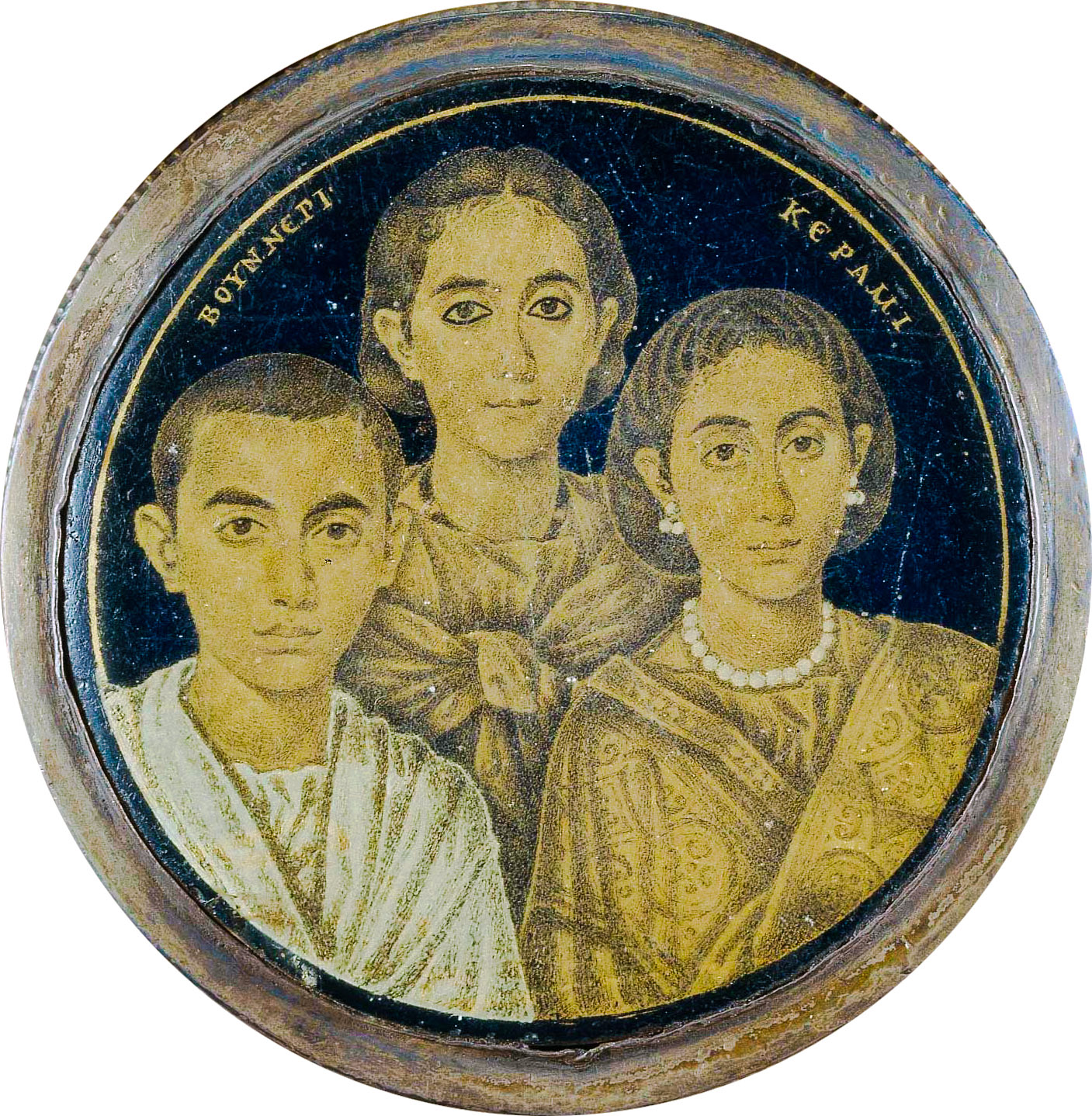
Kobieta z dziećmi (zwana błędnie Gallą Placydią, złote szkło III-V wiek, fragment krzyża króla Dezyderiusza, Santa Giulia Museo della città w Brescii

## Medaliony portretowe z III wieku
Spodnia tafelka szkła była pozłacana płatkami złota lub srebra na kleju żywicznym, gumie arabskiej. Ostrym narzędziem usuwano tło poza portretem, napisami czy prostym lub bardziej ozdobnym obramieniem. Na złotym podłożu malowano i cieniowano punktowo portret. Tło obrazu pokrywano kontrastowym kolorem. Złoto płatkowe pełniło rolę świetlistego podłoża dla malowanego obrazu, inaczej niż w większości złotych szkieł. Lico zabezpieczała druga tafelka szkła sklejona na brzegach z podłożem. Czasem portret malowano na odwrocie górnej warstwy szkła w taki sposób, by dopiero po złożeniu zyskiwał złote tło. Szkła były spajane ze sobą w technice fusingu, na gorąco lub sklejane.
Najlepiej zachowane obiekty pochodzą z III w. n.e. Przedstawiają portrety osób zapewne bliskich właścicielowi miniatury, być może przodków. Brzegi tych szkieł bywały dokładnie wycięte i szlifowane. Mogły być oprawiane, aby można je było nosić jak medaliony. Według Davida Whithehousa szkła z tej grupy nie były fragmentami szklanych naczyń, lecz unikalnym artystycznym portretem na szkle. Niektóre miniatury uważane są za jedne z najlepszych okazów antycznego malowanego portretu.
Z Aleksandrii z III-V w. pochodzą: portret greckiej rodziny z Santa Giulia Museo della città w Brescii, nazwany błędnie portretem Galli Placydii, wyraziście malowany, cieniowany brązem i bielą i opatrzony koptyjskim napisem, oraz cieniowany, monochromatyczny, na złotym płatku z podkładem z ciemnoniebieskiego szkła, portret niejakiego Gennadiosa w kolekcji Metropolitan Museum of Art.

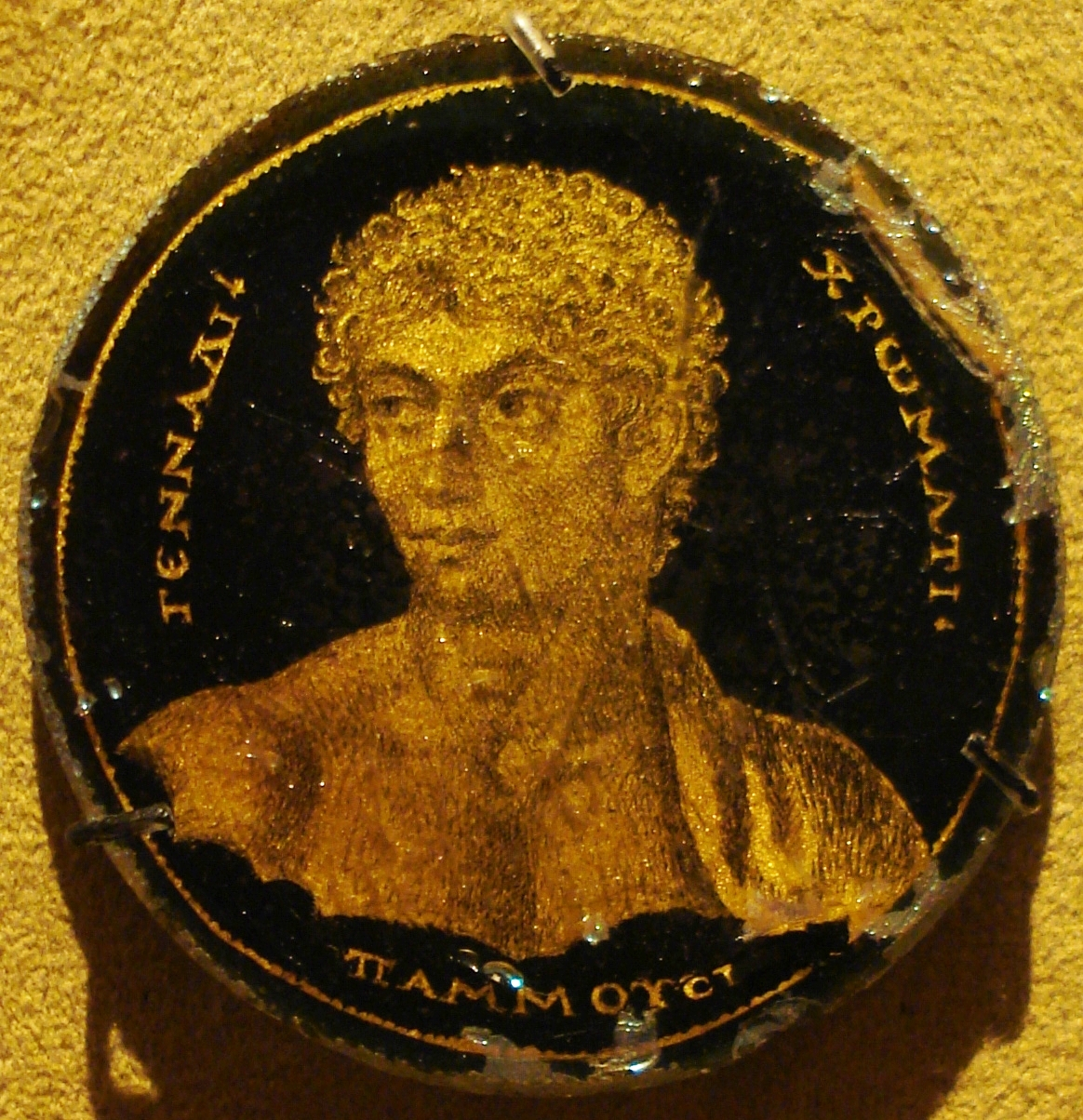
Portret Gennadiosa, Aleksandria III wiek, złote szkło, Metropolitan Museum of Art

Z roku około 270 pochodzi portret rodziny (o średnicy 6,7 cm), przechowywany w kolekcji muzeum Watykańskiego. Na wyrazistym rysunku przedstawiono krótko ostrzyżonego mężczyznę w todze z szeroką contabulatio, oraz jego żonę w ciemnej tunice i eleganckim płaszczyku wraz z uśmiechniętym chłopcem w spiętej guzem chlamidzie.
Dwa malowane rzymskie portrety pochodzą z III wieku. Pierwszym jest wizerunek niemłodego mężczyzny z modnie przystrzyżoną brodą z około 250 roku w kolekcji Museo Civico w Arezzo, drugi portret smutnie spoglądającego Eusebiusza z napisem: ...Eusebi anima dulcis, znajdujący się w Museo Sacro Vaticano.

## Przedstawienia na denkach naczyń szklanych z IV-V wieku
Okrągłe, lekko owalne, podwójne, czasem potrójne, spojone ze sobą kawałki szkła (wycięte dna kubeczków, naczyń szklanych), ozdobione złotymi obrazami i napisami. Do dziś zachowało się ponad 500 okazów złotych szkieł pochodzących za szklanych naczyń, kubków do picia czy miseczek. Całe naczynia z zachowanymi złoceniami na dnie są znacznie rzadsze.

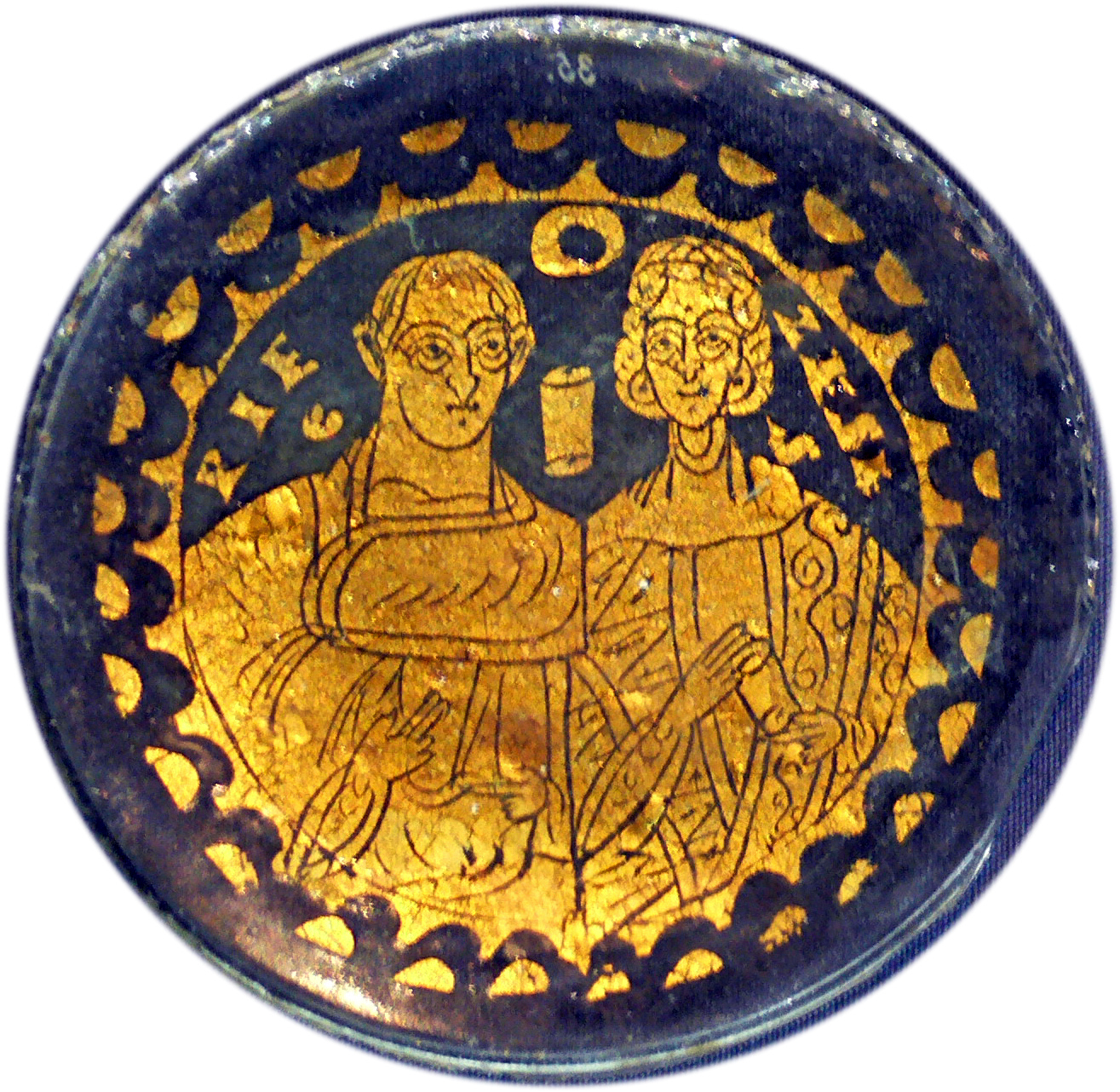
Portret pary małżeńskiej z inskrypcją "pie zeses – pij i żyj", złote szkło, IV wiek, Wiedeń, Kunsthistorisches Museum

Szklane medaliony, będące denkami dawnych naczyń, zachowały się dzięki obyczajowi umieszczania tych wyobrażeń w wapiennych ścianach katakumb i grobowców. Brzegi wyłamanych z naczyń, medalionów często krzywe i obtłuczone, były przykryte przez tynk wapienny pokrywający ściany i komory grobowe. Najwięcej tego typu obiektów odnaleziono w rzymskich katakumbach, gdzie złote szkła były wciśnięte w wapienną powłokę grobowców, podobnie jak muszle, monety, pierścienie, które najprawdopodobniej pomagały odnaleźć grobowiec osoby bliskiej. Niektóre odnajdywano wewnątrz grobów. Możliwe, że portrety były noszone jako szklane medaliony lub że niektóre z przedstawień religijnych były obrazami widocznymi na dnie kielichów używanych w obrzędach religijnych. Nieliczne złote szkła były znakami po pogańskich pochówkach.
W tej grupie złotych szkieł obraz powstawał poprzez wycięcie konturów postaci, ornamentów, napisów na przyklejonym do szklanego denka złotym listku, gdzie tło stanowiło szkło o barwie ciemnego szafiru bądź głębokiego błękitu czy też bardziej przezroczyste zielonkawe szkło. Linie, w tym rysy twarzy i szczegóły ubioru, wydrapywano rysikiem, wykonując cienką, graficzną kreskę. Niektóre złote szkła z tej grupy wydają się mieć podmalowane na ciemno tło lub dodany na fragmentach przedstawienia kolor. Całość trwale zabezpieczała druga warstwa wewnętrznego szklanego naczynia.

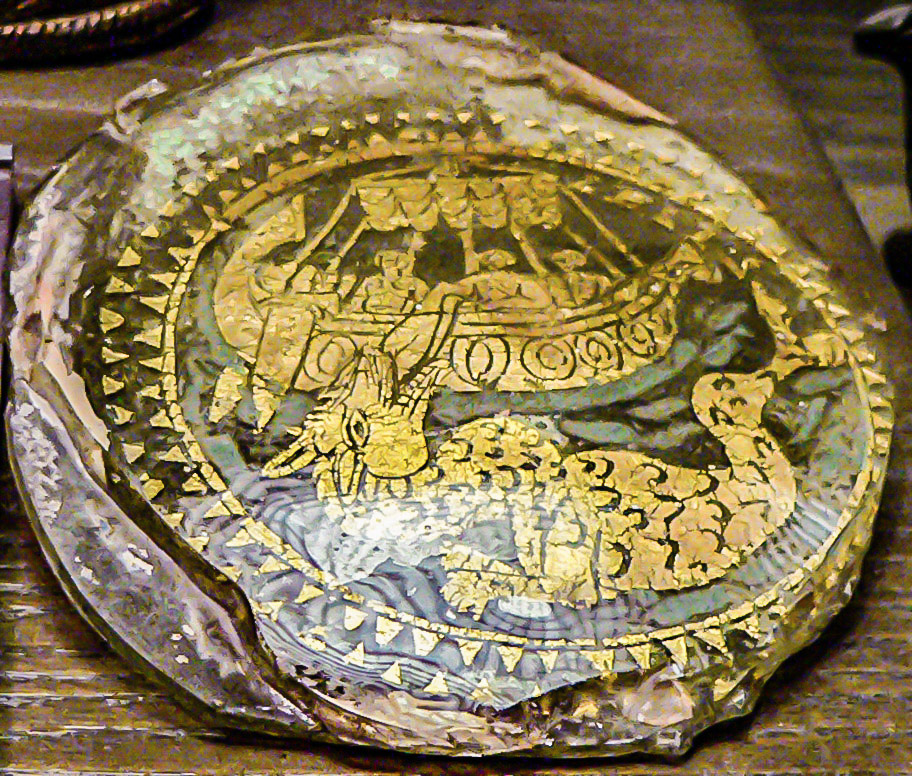
Jonasz i wieloryb, złote szkło, IV wiek, Luwr

Większość przedstawień to portrety osób prywatnych, par małżeńskich, sceny ze Starego i Nowego Testamentu, symbole religijne, Chrystusa jako młodzieńca błogosławiącego małżeństwa, Piotra i Pawła oraz innych świętych, sceny mitologiczne, greckich bohaterów, bogów: Herkulesa, Erosa, Ateny, a także walczących bokserów lub sceny polowań. Przedstawienia były obwiedzione prostą ramką lub zygzakowatym wzorem wydrapanym w złoconej folią ramce.
Umieszczone na obwodzie lub wolnej przestrzeni tła inskrypcje nazywane titulus, zazwyczaj opisywały po grecku lub/i po łacinie toasty w greckiej formule PIE ZESES, (pij i żyj), życzenia dobrego życia, bona vitae dla obdarowanych naczyniami osób, frazy anima dulcis lub vivas cum. Wiele szkieł zawiera imiona właścicieli lub przedstawianych świętych. Napisy miały zachęcać do wzniesienia toastu za zdrowie tychże osób, najpewniej winem lub innym napitkiem.
Około 13 zachowanych szkieł przedstawia zebrane w kręgu symbole religijne i znaki religii judaistycznej: lwa Judy, Aron ha-kodesz, menory, rogi shofar, kilka złotych szkieł z tej grupy także zawiera inskrypcje w formule PIE ZESES czy frazy spotykane na innych naczyniach. Do tej grupy zaliczane są 3 złote szkła zrabowane przez Niemców w 1941 z kolekcji Izabeli Działyńskiej w Gołuchowie. Te rzadkie, szklane medaliony w roku 2008 zostały zwrócone przez Izraelskie Muzeum Narodowe spadkobiercom rodziny Działyńskich.

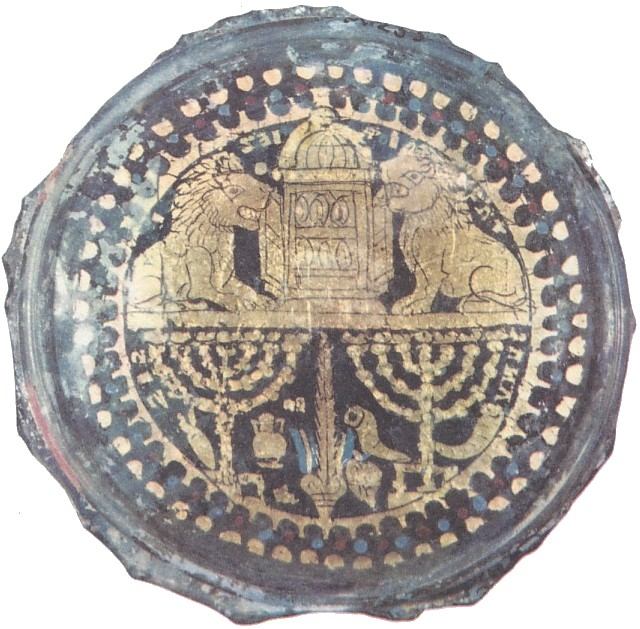
Przedstawienie symboli religii żydowskiej, złote szkło, III-V wiek

## Złote medaliony wtopione w ścianki naczyń
Do tej grupy szklanych waz i pucharów ozdobionych złotymi medalionami, które wtopiono w ścianki naczyń, zalicza się znalezisko z Kolonii pochodzące z IV wieku n.e. Ścianki kolońskiego naczynia zostały ozdobione licznymi krążkami złotych szkieł o średnicy 2-6 cm (ang. sidewall blobs), przypominającymi monety, z przedstawieniami postaci ludzkich, zwierząt lub małymi rozetami. Krążki ciemnego szkła ze złotymi ozdobami sklejono z białym szkłem naczynia w technice fusingu.

## Złote szkła w czasach nowożytnych
Złote szkła odnajdowano w rzymskich katakumbach już w XVI wieku. Wiele z nich mogło być zatem kopiowanych lub podrabianych, dlatego istotną kwestią jest potwierdzenie pochodzenia złotych szkieł w badaniach. Po publikacji na początku XVIII wieku prac Filippa Buonarrotiego i w 1864 Raffaelego Garucciego pod tytułem Vetri ornati di figure in oro trovati nei cimiteri dei cristiani primitivi di Roma złote szkła były przedmiotem pożądania wielu kolekcjonerów i antykwariuszy.
Inspirowane antyczną sztuką złotych szkieł były naczynia szklane z Murano, wykonane w latach 1878-1881, obecnie w kolekcji Metropolitan Museum of Art. Technika wyrobu złotych szkieł dzięki firmie Venice & Murano Glass and Mosaic Company została po wiekach przywrócona w Italii.

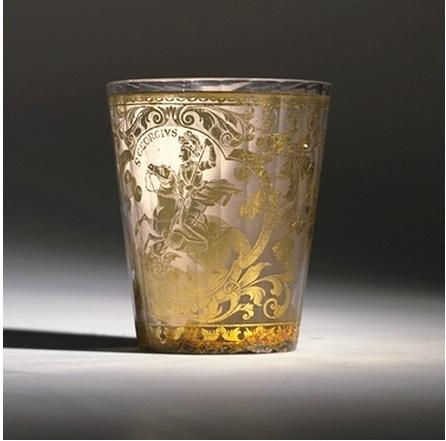
Szklanka, Czechy XVIII wiek, wykonana w technice "Zwischengoldglas", Victoria and Albert Museum

W XVIII wieku w czeskich i austriackich hutach szkła wykonywano naczynia w technice złocenia między warstwami szkła (Zwischengoldglass), polegającej na umieszczeniu wykonanego w złotej folii ornamentu pomiędzy zespolonymi czy raczej sklejonymi cementem dwiema warstwami szkła. Technikę tę nazywano również szkłem eglomize. W przypadku techniki zdobienia złotem, srebrem i malowania pod szkłem stosowanej przez francuskiego dekoratora Jeana Baptiste'a Glomy'ego (1711-1786), malunek wykonywano pod jedna warstwą szkła i podmalowywano tło obrazu. Podobnie zdobili swoje szkła liczni w Polsce malarze szkła.